# Райли Рийд
Райли Рийд (на английски: Riley Reid) е американска порнографска актриса, родена на 9 юли 1991 г. в Маями, щата Флорида, САЩ.

## Кариера
Дебютира като актриса в порнографската индустрия през лятото на 2011 г. в Южна Флорида. През август същата година Рийд отива в Лос Анджелис, където продължава кариерата си в порното.
През 2013 г. американският таблоид „LA Weekly“ я поставя на 8-о място в списъка си на „10-те порнозвезди, които могат да бъдат следващата Джена Джеймисън“.
Включена е в списъците от 2014, 2015 и 2016 г. на „Мръсната дузина: най-популярните звезди в порното (най-големите звезди на порното)“ на телевизионния канал CNBC.
На 21 януари 2017 г. Рийд заедно с Аспен Рей водят церемонията по връчване на 34-тите награди на AVN.

## Личен живот
Рийд живее в Маями и пътува до Лос Анджелис за снимките на филмите, в които участва.

## Награди и номинации
Носителка на награди
- 2012: NightMoves награда за най-добра нова звезда (избор на авторите).[11][12]
- 2013: XBIZ награда за най-добра нова звезда.[13]
- 2013: TLA Raw награда за най-добра новодошла жена.[14]
- 2013: The Sex награда за перфектна двойка на сцената – момиче-момиче (с Реми Лакроа).[15]
- 2014: AVN награда за най-добра секс сцена – момиче/момиче – „Треска за момиче“ (с Реми Лакроа).[16]
- 2014: AVN награда за най-добра секс сцена – момиче/момче – „Мандинго клане 6“ (с Мандинго).[16]
- 2014: AVN награда за най-добра секс сцена с тройка – момиче/момиче/момче – „Реми 2“ (с Реми Лакроа и Мануел Ферара).[16]
- 2014: XBIZ награда за изпълнителка на годината.[17]
- 2014: XBIZ награда за най-добра актриса в пародия – „Грес“.[17]
- 2014: XBIZ награда за най-добра поддържаща актриса – „Подчиняването на Ема Маркс“.[17]
- 2016: AVN награда за изпълнителка на годината.[18]
- 2016: AVN награда на феновете за любима изпълнителка.[18]
- 2016: AVN награда на феновете за звезда в социалните медии.[18]
- 2016: AVN награда за най-добра сцена с анален секс – „Да бъдеш Райли“ (с Мик Блу).[18]
- 2016: AVN награда за най-добра сцена с двойно проникване – „Да бъдеш Райли“ (с Джеймс Дийн и Ерик Евърхард).[18]
- 2016: AVN награда за най-добра секс сцена момиче/момиче – „Да бъдеш Райли“ (с Ейдра Фокс).[18]
- 2016: XBIZ награда за най-добра поддържаща актриса – „Подчиняването на Ема Маркс 2“.[19]
- 2016: AVN награда за най-добра секс сцена момиче/момиче – „Missing: A Lesbian Crime Story“ (с Рийна Скай).[10][20]
- 2017: AVN награда на феновете за любима порнозвезда.[10][20]
- 2017: AVN награда на феновете за звезда в социалните медии.[20]
- 2017: XBIZ награда за най-добра секс сцена – виртуална реалност – „На снимачната площадка с Райли Рийд“.[21]
- 2017: Urban X награда за междурасова звезда на годината.[22]

Номинации
- 2013: Номинация за AVN награда за най-добра нова звезда.[23]
- 2013: Номинация за XBIZ награда за най-добра сцена (игрален филм) – „Приятелската зона“.[24]
- 2013: Номинация за XRCO награда за нова звезда.[25]
- 2013: Номинация за XRCO награда за Cream Dream.[25]
- 2013: Номинация за XBIZ награда за най-добра актриса (игрален филм) – „Приятелската зона“.[24]
- 2013: Номинация за XBIZ награда за най-добра актриса (филм с тема „двойки“) – „Приятелската зона“.[24]
- 2014: Номинация за AVN награда за изпълнителка на годината.[26]
- 2014: Номинация за XRCO награда за изпълнителка на годината.[27]
- 2014: Номинация за XRCO награда за оргазмен оралист.[27]
- 2015: Номинация за AVN награда за изпълнителка на годината.[28]
- 2015: Номинация за XBIZ награда за изпълнителка на годината.[29]